# بخش سمبهل
بخش سمبهل (هندی: सम्भल ज़िला، تلفظ در هندی: [sə̃bʰəl]، انگلیسی: Sambhal district) که قبلاً با نام بخش بهیمنگر (هندی: भीमनगर ज़िला، انگلیسی: Bhimnagar district) شناخته می شد یک منطقهٔ مسکونی در هند است که در ناحیه مرادآباد واقع شده‌است. بخش سمبل ۲٬۴۵۳٫۳۰ کیلومتر مربع مساحت و ۲٬۱۹۲٬۹۳۳ نفر جمعیت دارد.